# Кондрашов, Дмитрий Иванович
Дмитрий Иванович Кондрашов  (8 ноября 1932 года, д. Замостье, Солецкий район, Новгородская область, РСФСР) — советский государственный деятель, председатель Тульского облисполкома. Почётный гражданин Тульской области (2012 г.)

## Биография
Родился 8 ноября 1932 г. в д. Замостье Солецкого района Новгородской области.
В 1956 г. окончил с отличием Ленинградский горный институт им. В. Г. Плеханова по специальности «Горное машиностроение», в 1973 г. — Высшую партийную школу при ЦК КПСС.
C 1962 по 1987 г. — на партийной работе в Тульской области.
С 1969 по 1972 гг. избирался Председателем исполкома Новомосковского Городского Совета депутатов трудящихся.
С 1981 по 1986 был вторым секретарем Тульского Обкома КПСС.
В 1986 г. избирается председателем Тульского облисполкома. Принимал непосредственное участие в строительстве, модернизации и реконструкции многих предприятий угольной, химической, металлургической, машиностроительной и оборонной отраслей Тульской области и города Тулы. Непосредственно руководил строительством и реконструкцией Тульского завода крупнопанельного домостроения по выпуску изделий домов новых серий, что позволило осуществить застройку многих микрорайонов г. Тулы.
C 1987 года работал в Министерстве строительстве строительства в северных и западных районах СССР в должности руководителя главных управлений, Заместителя Министра, Вице-президента государственного промышленно-строительного Концерна «Россевзапстрой», помощника Министра строительства России.

## Правительственные награды
- Орден Трудового Красного Знамени
- Орден Трудового Красного Знамени
- Орден Трудового Красного Знамени